# Cadrezzate
Cadrezzate (Cadregiá in dialetto varesotto) è la frazione sede del comune italiano di Cadrezzate con Osmate della provincia di Varese in Lombardia.
Prima della fusione con Osmate avvenuta nel 2019 è stato un comune a sé stante.

## Storia
A Cadrezzate e sulle zone in riva al lago di Monate sono stati ritrovati, in località Il Sabbione o settentrionale, insediamenti palafitticoli, che nel 2011 hanno meritato il loro inserimento nella prestigiosa lista del Patrimonio dell'umanità dell'UNESCO assieme ad altri antichi insediamenti sulle Alpi palafitticoli di età preistorica. Fra i ritrovamenti più conosciuti ci sono le piroghe monossili rinvenute nell'agosto del 1971 e nel 1975, una delle quali oggi conservata a Villa Mirabello ai musei civici della città di Varese. Durante l'Ottocento sono stati trovati reperti risalenti all'età del Bronzo, dando ulteriore prova del fatto che la zona fosse abitata già in tempo antico.
Successivamente il territorio fu occupato dai celti ed in seguito anche dalle popolazioni romane.
Un referendum tenuto il 28 ottobre 2018 ne ha sancito la fusione col vicino comune di Osmate; il nuovo comune di Cadrezzate con Osmate è stato istituito il 15 febbraio 2019, con Cadrezzate capoluogo.
Il comune aderiva all'Agenda 21 Laghi.

### Simboli
Lo stemma comunale (adottato senza alcuna ratifica formale) raffigurava una casa d'argento, tegolata, finestrata e aperta di nero, posta sulla riva di uno specchio d'acqua azzurro su una pianura di verde, sormontata in campo azzurro da due spade d'argento in decusse e un'aquila bicipite di nero.
L'ente armigero dava questa chiave di lettura dello stemma: 
- la casa sullo specchio d'acqua è l'allegoria della posizione dell'abitato, sulle rive del lago di Monate (che in tempi remoti era anche chiamato lago di Cadrezzate);
- le due spade evocherebbero la battaglia della Guazzera, combattuta poco lontano nel 1276 durante la guerra di successione alla Signoria di Milano, tra le truppe dei Della Torre (o Torriani, comandate da Napo e da suo figlio Cassone) e quelle dei Visconti con i cavalieri di Pavia (agli ordini di Goffredo da Langosco)
- l'aquila bicipite di nero evoca la vittoria dei Torriani (che includevano tale elemento nel loro stemma) nella predetta battaglia.

## Monumenti e luoghi d'interesse

### Architetture religiose

#### Chiesa di Santa Margherita
La chiesa parrocchiale di Cadrezzate ha origini ipotizzate risalenti al XIII secolo ed è intitolata a Santa Margherita.
La chiesa è stata recentemente ristrutturata, pur mantenendo alcuni caratteri antichi.

#### Cappella di Sant'Antonio
Dedicata a Sant'Antonio Abate, i cadrezzatesi però festeggiano anche la festa di Sant'Antonio da Padova. Il 17 gennaio vi è la benedizione degli animali ed il falò alla sera.

#### Sabbione
Il cosiddetto Sabbione è uno dei 111 Siti palafitticoli preistorici attorno alle Alpi sparsi fra Svizzera, Austria, Francia, Germania, Italia e Slovenia dal 2011 nell'elenco del patrimonio dell'umanità dell'UNESCO.

### Lago di Monate
Il territorio comunale è bagnato dal lago di Monate e non dista dalla sponda lombarda del lago Maggiore: vi è pertanto un flusso turistico balneare.

### Istruzione
- Scuola primaria S.M. Vallerini
- Scuola materna Santa Margherita

#### Biblioteche
A Cadrezzate ha sede una biblioteca pubblica.

## Eventi
Ogni anno nella seconda metà di luglio ha luogo la "Festa al Lago".
Questo evento oltre a celebrare il paese, festeggia i coscritti dell'anno corrente, i quali per tradizione si presentano con un carro di legno di loro fabbricazione, una grande quantità di buon vino da offrire e tanti cori. I giovani sono riconoscibili dalla bandana tricolore che portano al collo con scritto l'anno di nascita ed il loro nome.
Nei giorni di festa, sempre per opera dei coscritti, le strade principali del paese riportano scritte di vernice sull'asfalto. Generalmente sono frasi e disegni divertenti altre volte invece sono saluti e dediche di fronte alle case dei propri cari.

## Amministrazione
uesto l'elenco dei Sindaci del vecchio comune di Cadrezzate fino alla fusione con Osmate avvenuta nel 2019:
| Periodo        | Periodo          | Primo cittadino        | Partito      | Carica  | Note   |
| -------------- | ---------------- | ---------------------- | ------------ | ------- | ------ |
| 1945           | 1950             | Angelo Sartorio        |              | Sindaco |        |
| 1950           | 1955             | Adamo Graglia          |              | Sindaco |        |
| 1955           | 1960             | Alberto Balzarini      |              | Sindaco | [ 9 ]  |
| 1960           | 1965             | Alberto Balzarini      |              | Sindaco | [ 10 ] |
| 1965           | 1970             | Alberto Balzarini      |              | Sindaco | [ 11 ] |
| 1970           | 1975             | Felice Canton          | Lista civica | Sindaco | [ 9 ]  |
| 1975           | 1980             | Felice Canton          | Lista civica | Sindaco | [ 10 ] |
| 1980           | 1985             | Giuseppe Simonetta     |              | Sindaco |        |
| 5 giugno 1985  | 11 giugno 1990   | Francesca Ghiringhelli | Indipendente | Sindaco | [ 9 ]  |
| 11 giugno 1990 | 24 aprile 1995   | Giuseppe Pietro Grassi | DC           | Sindaco |        |
| 24 aprile 1995 | 14 giugno 1999   | Francesca Ghiringhelli | Indipendente | Sindaco | [ 10 ] |
| 14 giugno 1999 | 14 giugno 2004   | Francesca Ghiringhelli | Lista civica | Sindaco | [ 11 ] |
| 14 giugno 2004 | 8 giugno 2009    | Maurilio Canton        | Lista civica | Sindaco | [ 9 ]  |
| 8 giugno 2009  | 26 maggio 2014   | Maurilio Canton        | Lista civica | Sindaco | [ 10 ] |
| 4 giugno 2014  | 15 febbraio 2019 | Cristian Robustellini  | Lista civica | Sindaco | [ 12 ] |

## Infrastrutture e trasporti
Cadrezzate è servita da autolinee di autobus verso Varese e Sesto Calende.

## Sport
La principale squadra di calcio locale è la A.S.D. Cadrezzatese, mai spintasi oltre i campionati dilettantistici regionali e provinciali.
A Cadrezzate è presente un crossodromo.

## Società

### Evoluzione demografica
- 305 nel 1751
- 448 nel 1805
- annessione a Ispra nel 1809
- 627 nel 1853

Abitanti censiti